# Johannes Kapp
Johannes Kapp (ur. 14 maja 1929 w Burguffeln, zm. 22 września 2018 w Kassel) – niemiecki duchowny rzymskokatolicki, w latach 1976–2004 biskup pomocniczy Fuldy. 

## Życiorys
Święcenia kapłańskie przyjął 3 kwietnia 1954 w diecezji Fuldy. 8 lipca 1976 papież Paweł VI mianował go biskupem pomocniczym diecezji, ze stolicą tytularną Melzi. Sakry udzielił mu 12 września 1976 Eduard Schick, ówczesny biskup diecezjalny Fuldy. W maju 2004 osiągnął biskupi wiek emerytalny (75 lat) i złożył rezygnację, która została przyjęta z dniem 13 lipca 2004. Od tego czasu pozostaje biskupem seniorem diecezji. 